# René Ortubé
René Marcelo Ortubé Betancourt (født 26. december 1964 i La Paz) er en boliviansk fodbolddommer. Han dømte en kamp i VM 2000 mellem Sverige og Nigeria.Han har også dømt i Confederations Cup i 1997 og Copa América fire gange senest i 2007 hvor han dømte Copa América i 2007.
| Biografi | Spire Denne biografi om en fodbolddommer er en spire som bør udbygges. Du er velkommen til at hjælpe Wikipedia ved at udvide den. |